# Kattengras

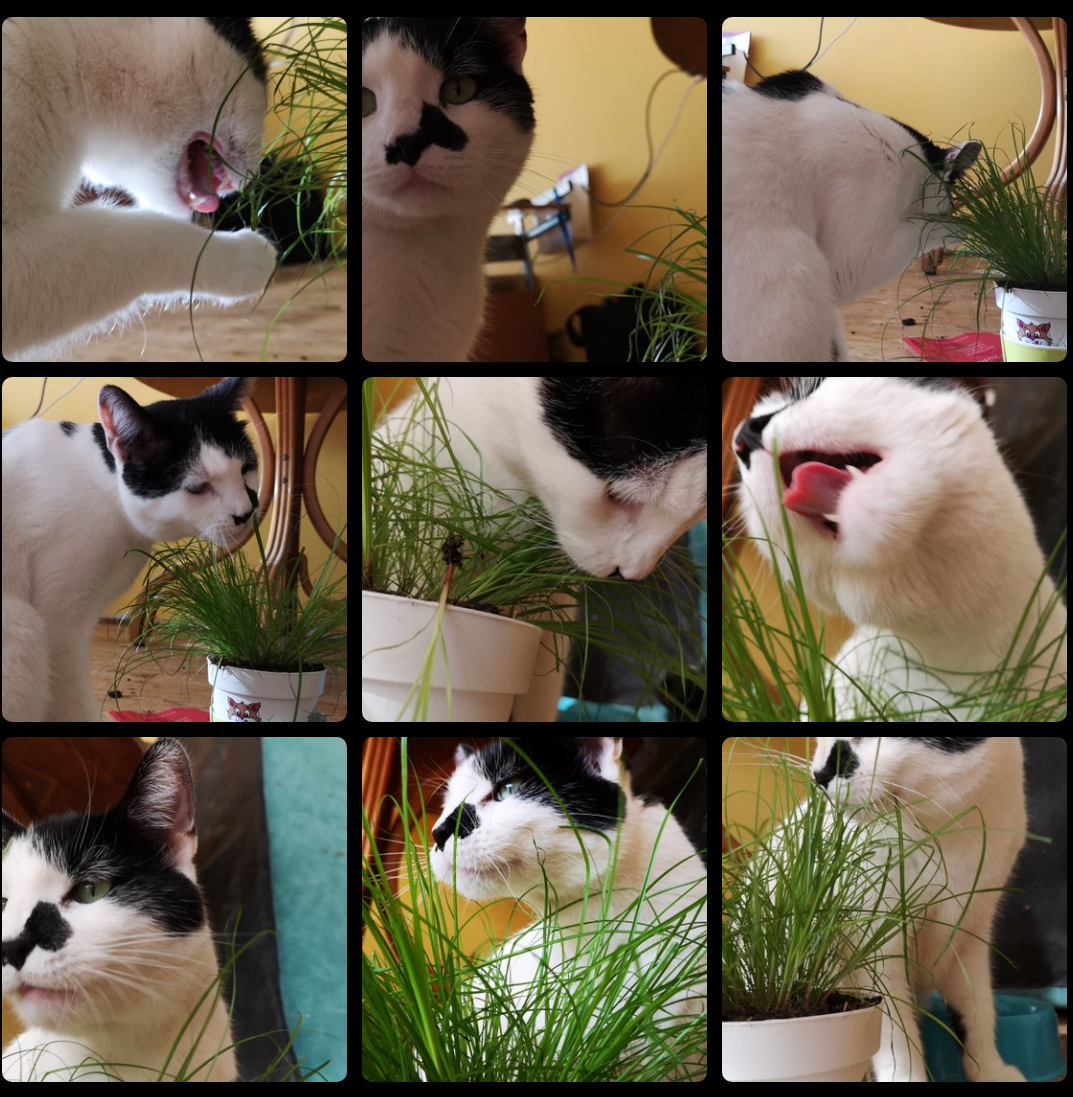
Kat in de ban van kattengras

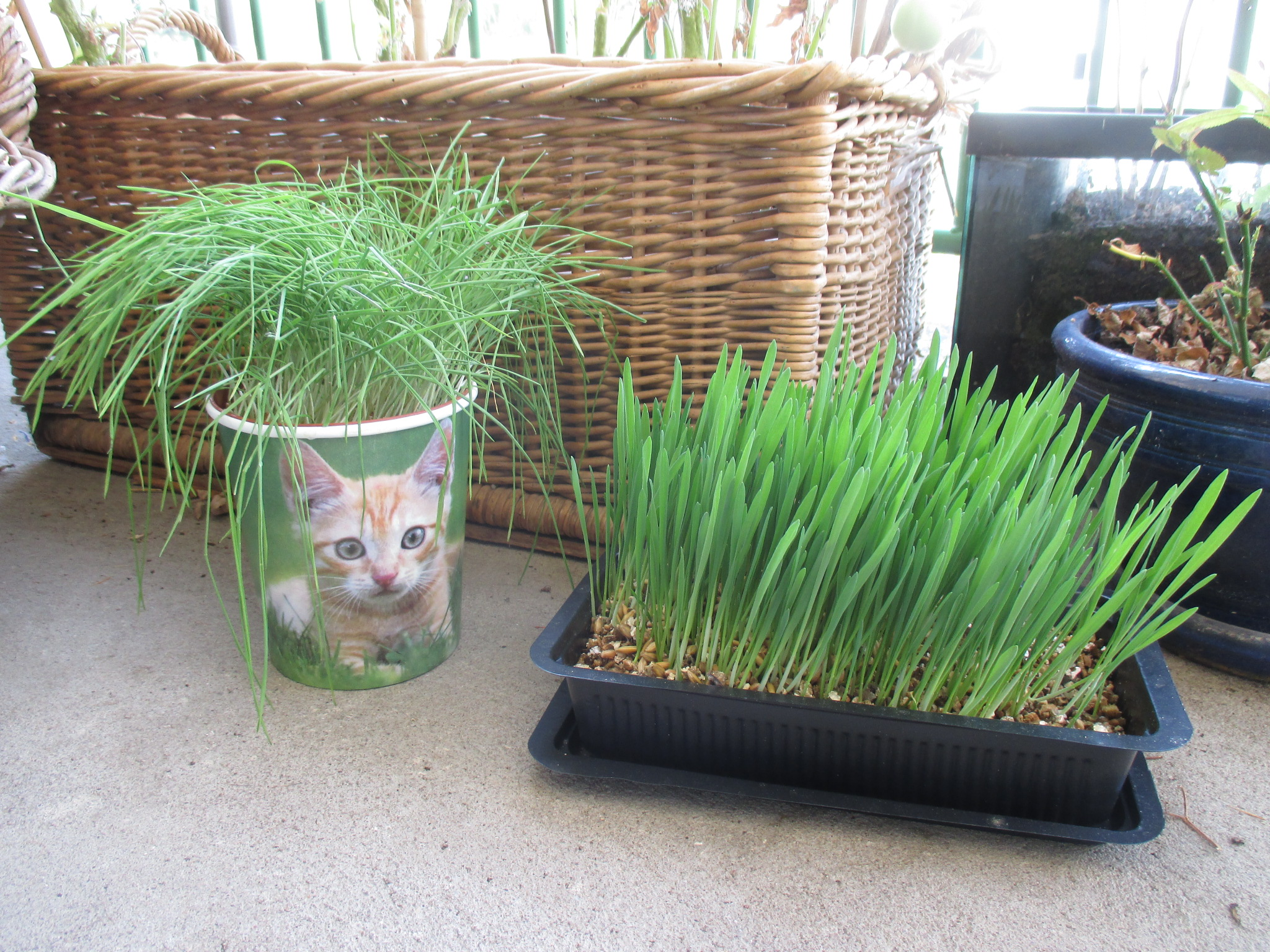
Kattengras

Kattengras is de term voor verschillende soorten grasachtigen die in de handel zijn als bijvoeding voor huiskatten. Kattengras heeft geen farmaceutische werking en moet niet verward worden met het mild hallucinogene kattenkruid.

## Functie
Over het algemeen wordt aangenomen dat het eten van gras het voor katten gemakkelijker zou moeten maken om onverteerbare haarballen en dierlijke resten die in het spijsverteringskanaal van de kat zijn terechtgekomen uit de maag te krijgen. Een groot deel van dit haar gaat door het maag-darmkanaal, maar als er te veel haar is, kan het gaan klonteren en in het ergste geval leiden tot een verstopping.
Ook wordt aangenomen dat katten kattengras eten om foliumzuur binnen te krijgen. Foliumzuur is belangrijk voor katten voor de aanmaak van hemoglobine. Deze stof vervoert het zuurstof in het bloed en voorkomt bloedarmoede.
Een andere reden die genoemd wordt is het bestrijden van bacteriën en parasieten.

## Soorten
Botanisch gezien is kattengras meestal gras, gewoonlijk zoet gras in de vorm van jonge planten (tarwe, rogge, gerst, haver).
- Cyperus alternifolius 'Zumula', een cultivar van de parapluplant die minder scherpe weerhaakjes en dergelijke bevat.
- Gerstegras of barleygras, in de handel als Avena sativa, maar dat is haver
- Kropaar

## Risico's
Er worden ook risico's genoemd omtrent het eten van kattengras.
- Gras kan vast komen te zitten in de keel/neus van de kat
- Niet elk gras is geschikt:
  - Harde grassoorten kunnen de maag irriteren
  - Hard gras kan scherpe randen hebben en kleine bloedingen veroorzaken

## Vergelijkbare kattenkruiden
Andere kruiden die door de kat gegeten worden:
- Graslelie
- Wild kattenkruid
- Grijs kattenkruid
- Valeriaan
- Aarmunt